# Cazadores en tierra inhóspita
Cazadores en tierra inhóspita (en hangul, 황야; romanización revisada, Hwang-ya; literalmente, «Desierto») es una película surcoreana de 2024 dirigida por Heo Myung-haeng y protagonizada por Ma Dong-seok, Lee Hee-joon, Lee Jun-young y Roh Jeong-eui. Está basada en el mundo distópico desarrollado por el webtoon de Kim Soong-nyung 유쾌한왕따 [Acoso placentero], y por tanto tiene la misma ambientación de Concrete Utopia (2023), aunque no es una continuación de esta. Es una producción original de Netflix, que se estrenará en esta misma plataforma en más de 190 países el 26 de enero de 2024.

## Sinopsis
La película describe la historia posterior a Concrete Utopia. El mundo está en ruinas ocho años después de un gran terremoto global. A pesar de la falta de agua y alimentos, y la constante amenaza de saqueadores y asesinos, la gente continúa con su vida. Un grupo de personas misteriosas llega al lugar donde viven Nam-san, un cazador que suministra alimentos a la aldea,  su socio Ji-wan, y Su-na, la chica de la que este está enamorado. Convencen a Su-na y a su abuela para ir a vivir a una zona protegida, que quedó relativamente indemne tras el terremoto. Sin embargo, se trata de una trampa para llevar jóvenes con los que un siniestro personaje experimenta para crear una nueva raza más resistente. Nam-san y Ji-wan descubren casualmente el engaño y, junto con la sargento Eun-ho, que quiere liberar a sus compañeros prisioneros en el mismo sitio, deciden ir a salvar a Su-na.

## Reparto
- Ma Dong-seok como Nam-san, un implacable cazador de tierras baldías.[4][5]
- Lee Hee-joon como Yang Gi-su, el médico que sobrevivió a la catástrofe.[6][7]
- Lee Jun-young como Choi ji-wan, el socio de confianza de Nam-san.[8][9]
- Roh Jeong-eui como Su-na, una chica atrevida que sigue a Nam-san.[8]
- An Ji-hye como Eun-ho, una sargento de fuerzas especiales.[10][11]
- Jang Young-nam como la profesora.[12]
- Lee Han-joo como Lee Joo-ye, una joven que se hace amiga de Su-na.
- Park Hyo-jun como Tiger, antes rival de Nam-san y ahora jefe de una banda de forajidos.
- Seong Byung-suk como la abuela de Su-na.
- Song Chae-bin.[13]
- Son Bong-seok
- Jung Young-joo como Bok-in.[14]

## Producción
Cazadores en tierra inhóspita se desarrolla en el mundo posapocalíptico presentado en el webtoon de Kim Soong-nyung 유쾌한왕따 [Acoso placentero], y por este motivo está emparentada, sin que ello implique seguir su trama, con el largometraje Concrete Utopia, uno de los grandes éxitos de taquilla en Corea del Sur de 2023. Empezó a rodarse antes del estreno de esta, en agosto de dicho año, y por tanto se hizo sin comprobar la acogida del público, lo cual constituye un hecho inusual en la industria cinematográfica surcoreana.
La película es el debut como director de Heo Myung-haeng, quien antes fue director de artes marciales en las películas The Outlaws (2017) y Hunt (2022), protagonizadas por Ma Dong-seok; fue este mismo quien propuso el nombre de Heo para dirigirla. Sobre el resultado de su trabajo, el director está de acuerdo con quien nota carencias en el desarrollo de la trama, pero tuvo que cortar algunas partes referidas al pasado de los personajes para entrar en una duración de una hora y cuarenta y cinco minutos. Se marcó este límite porque, en su opinión, «las películas de acción se vuelven aburridas cuando la duración excede una hora y cincuenta minutos». Su propósito con el filme, por otra parte, era el de «promocionar el personaje de Ma Dong-seok en todo el mundo». Precisamente, Heo fue elegido también para la cuarta entrega de la serie The Roundup, protagonizada por Ma.
Lee Hee-jun y Ma Dong-seok ya habían trabajado juntos en la película de 2013 The Flu. Ma Dong-seok, gran protagonista de la taquilla surcoreana en 2023, estrenará en rápida sucesión durante 2024 otras dos películas además de esta: una nueva entrega, la cuarta, de la serie The Roundup y Holy Night: Demon Hunters. El rodaje se prolongó del 15 de febrero al 18 de mayo de 2023. Las escenas de acción en las que interviene An Ji-hye fueron rodadas casi por completo sin recurrir a una doble para la actriz.
El filme se estrena en una coyuntura poco halagüeña para la industria del espectáculo surcoreana y sobre todo para las plataformas de contenidos audiovisuales como Netflix, pues deben afrontar la resistencia provocada por el aumento de las tarifas de suscripción, así como un mayor nivel de exigencia del público, según se pudo ver en las críticas a las producciones puestas en circulación durante el segundo semestre de 2023.
El 2 de enero de 2024 se anunció la fecha del estreno, al tiempo que se publicaban un avance y un cartel de la película. El avance recibió más de 200 000 visitas solo en el primer día, prueba de las expectativas que generó el filme, que se deben en buena parte a la presencia de Ma Dong-seok.

## Recepción
Cazadores en tierra inhóspita alcanzó el primer lugar en cine a nivel mundial en Netflix en el día de su lanzamiento. En la primera semana de exhibición, del 22 al 28 de enero de 2024, la película ocupó la primera posición entre las de lengua no inglesa, con 14,3 millones de accesos.
Según declaró el protagonista Ma Dong-seok, la acogida que tuvo la película en el mundo fue mucho mayor de lo esperado, y recibió llamadas y felicitaciones no solo de su país sino incluso de Hollywood.

### Crítica
Diego Batlle (OtrosCines) escribe sobre la película que apuesta por «la acumulación y la mezcla de géneros: acción, ciencia ficción, comedia negra, sátira distópica, romance, escenas con zombies y hasta una buena dosis de gore [...] Las múltiples y diversas peripecias no tienen demasiadas justificaciones (sus realizadores tampoco pretenden encontrarlas) y, así, este anárquico, desbordante, absurdo pero en varios pasajes atractivo aquelarre apuesta siempre por el delirio con buenas escenas de lucha cuerpo a cuerpo rodadas con indudable pericia [...] y en muchos casos a puro plano secuencia. Con ese sello característico, distintivo, inimitable, del mejor cine comercial coreano.
Para Romey Norton (Ready Steady Cut) el filme «es emocionante de principio a fin, lleno de acción, peligro, brutalidad y un poquito de humor para aliviar el estrés. Hay escenas de lucha bien coreografiadass, que mantienen a los espectadores alerta».
Won Jon-bin (Oh My News) señala que el mayor atractivo de la película es la acción de Ma Dong-seok, aunque lamenta que su personaje sea repetitivo con respecto a otras varias producciones cinematográficas de estos últimos años: «las películas protagonizadas o producidas por Ma Dong-seok a menudo dan una sensación de déjà vu. El género y la atmósfera son tan similares que es difícil distinguir entre los títulos». En la comparación con Concrete Utopia sale perdiendo claramente por su visión simplista y sus personajes planos y llenos de clichés.